# Tosse pós-viral
Tosse pós-viral é um tipo de tosse clinicamente reconhecida como uma doença que acontece somente após uma infecção viral do trato respiratório tais como um resfriado, ou seja, por vírus. Pode durar até oito semanas.